# Ivan Sunara
Ivan Sunara, född 27 mars 1959 i Drniš, dåvarande Jugoslavien, är en jugoslavisk basketspelare som tog tog OS-brons 1984 i Los Angeles. Detta var Jugoslaviens tredje medalj i rad i basket vid olympiska sommarspelen. 

## Klubbhistorik
- 1980-1987 KK Zadar
- 1987-1989 Cibona Zagreb
- 1988-1989 Basket Napoli
- 1990-1992 Cibona Zagreb